# 란트베어
란트베어(독일어: Landwehr) 또는 란데스베어(독일어: Landeswehr)는 향토방위군이라는 뜻의 독일어 낱말로서, 19세기에서 20세기 초에 걸쳐 유럽의 독일계 국가들에서 조직된 육군 내지 민병을 말한다.

## 오스트리아-헝가리

### 오스트리아
황왕립 향토방위군(독일어: kaiserlich-königliche Landwehr), 속칭 오스트리아 향토방위군은 1868년에서 1918년 사이 오스트리아-헝가리 제국 육군을 이루는 3개 축 중 하나였다. 시슐라이타니엔 지역의 징집병들로 이루어져 있었다. 왕립 헝가리 향토방위군과 함께 국내방위군 용도로 조직되었으며, 1868년 12월 5일 프란츠 요제프 황제의 명령에 의해 정식 설치되었다. 헝가리 향토방위군이 부다페스트 의회의 아낌없는 지원을 받은 것에 비해 빈 의회는 오스트리아 향토방위군을 발전시키는 데 실패하고 1870년대가 되면 겉보기에만 헝가리 향토방위군과 동등한 거의 유명무실한 집단이 되었다. 1887년, 알베르트 대공은 향토방위군은 훈련이나 교리 면에서 전혀 준비가 되어 있지 않아 전쟁 개전 직후 1, 2주 동안은 운용될 수 없다고도 했다. 1880년대 들어 오스트리아-헝가리 제국 합동육군의 인력을 충원할 수 없던 오헝제국 사령부는 오스트리아 향토방위군의 수를 늘림으로써 전체 병력수를 늘리고자 하였고 이에 따라 향토방위군의 확장 필요성이 제시되었다. 또한 헝가리 향토방위군의 발전에 두려움을 느꼈기에 오스트리아 추밀원은 향토방위군 수를 135,000 명으로 늘리기로 했다. 이러한 민족주의적 이해관계는 향토방위군의 질과 양의 점진적 강화로 이어졌고, 제1차 세계 대전 개전 시점의 향토방위군은 그 훈련도에서나 장비 면에서나 합동육군과 대등하다고 여겨지게 되었다. 또 티롤과 케른텐 공국의 향토방위군 3개 부대는 산악전에 대비한 특수 훈련과 장비 지급이 실시되었다.
오스트리아 향토방위군을 비롯한 오스트리아-헝가리 제국 육군의 3개 축은 모두 상비군이었다.

### 헝가리
왕립 헝가리 향토방위군(헝가리어: Magyar Királyi Honvédség, 독일어: königlich ungarische Landwehr)은 헝가리 왕국의 상비육군으로서 1867년에서 1918년 사이 오스트리아-헝가리 제국 육군의 3개 축 중 하나였다. 다른 둘은 상술한 오스트리아 향토방위군, 합동육군이었고, 여기에 오스트리아-헝가리 제국 해군이 더해져 총 4군을 이루었다.
1848년 헝가리 혁명 당시 오스트리아 제국 당국과 헝가리 분리주의자들 사이의 싸움과 그 뒤 이어진 20여년간의 불편한 공존 시기 헝가리 군인들은 오스트리아 군인들과 섞어 조직되거나 헝가리 영토에서 멀리 떨어진 곳으로 배치받곤 했다. 1867년 오헝 제국 합의가 이루어지면서 3중 육군 체제가 만들어졌고, 1918년 제1차 세계 대전 패전으로 오헝 제국이 해체될 때까지 계속 존재했다.
왕립 헝가리 향토방위군은 그 후신인 왕립 헝가리 육군과 헝가리어로 같은 표현을 공유하지만 서로 다른 존재이다. 왕립 헝가리 육군은 1922년에서 1945년 사이에 존재했다.

## 프로이센

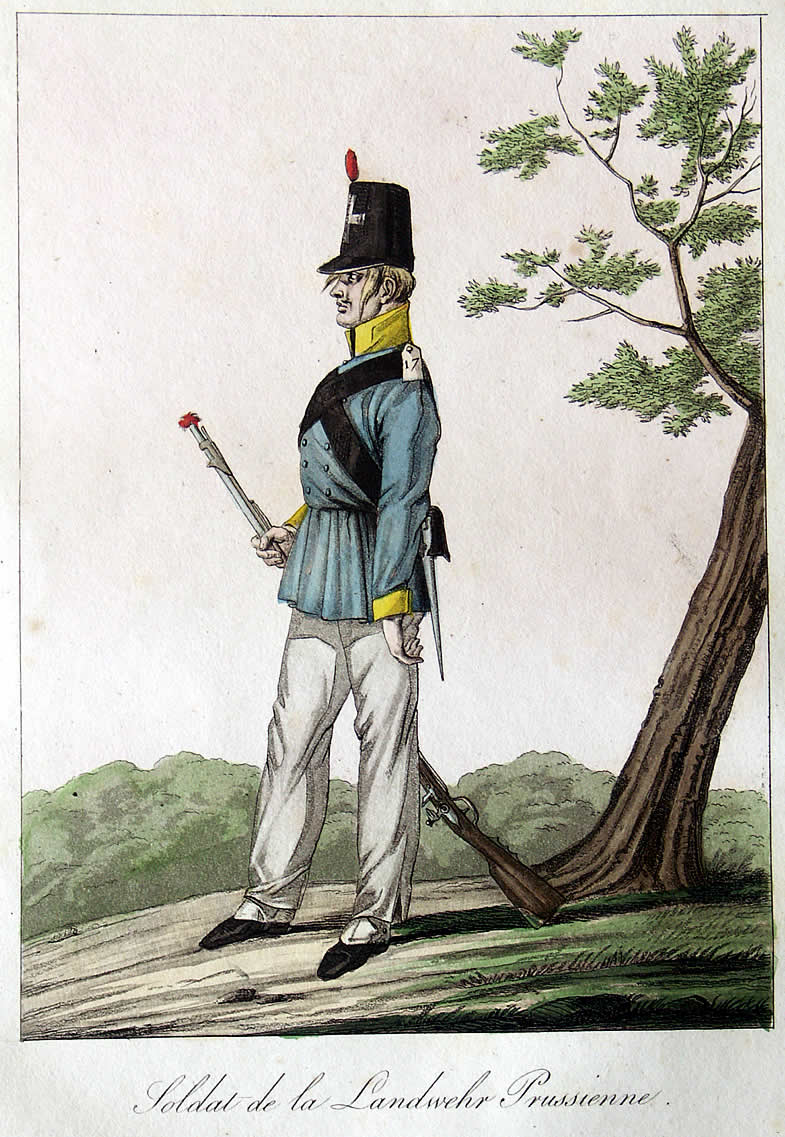
1815년 프로이센 향토방위군 병사

프로이센 왕국의 향토방위군은 1813년 3월 17일 국왕 칙령에 의해 처음 조직되었으며 18세에서 45세 사이의 무기를 들 수 있으며 정규군에 복무 중이 아닌 이들을 그 소집대상으로 했다. 1815년의 평화 이후 향토방위군은 프로이센 육군과 통합되어, 각 육군 여단은 1개 일선부대 연대와 1개 향토방위군 연대로 이루어지게 되었다. 그러나 이러한 구조는 전선부대의 기동을 저해하는 결과를 낳았기에 1859년의 재조직화를 통하여 향토방위군은 이선부대로 격하되었다.

## 나치
바이마르 공화국 시기 독일은 상비군 병력을 100,000 명 이하로 제한당했고 징병제는 폐지되었다. 나치 정권이 세워진 이후 재무장 과정에서 향토방위군이 재설치되었고(1935년 5월 21일), 35세 이상 45세 이하의 병역 의무가 있는 모든 독일인이 그 소집대상이 되었다. 실실적으로 소집된 향토방위군 병력은 1개 사단에 불과했고(제14향토방위사단), 나머지 향토방위군은 보병사단 제3선을 충원하거나 점령지 주둔대대 등으로 사용되었다.

## 스위스
스위스의 향토방위군은 2선부대 예비군이며, 모든 시민이 12년간 복무해야 했었다. 1965년 육군 군제개혁의 결과 폐지되었다.

## 발트

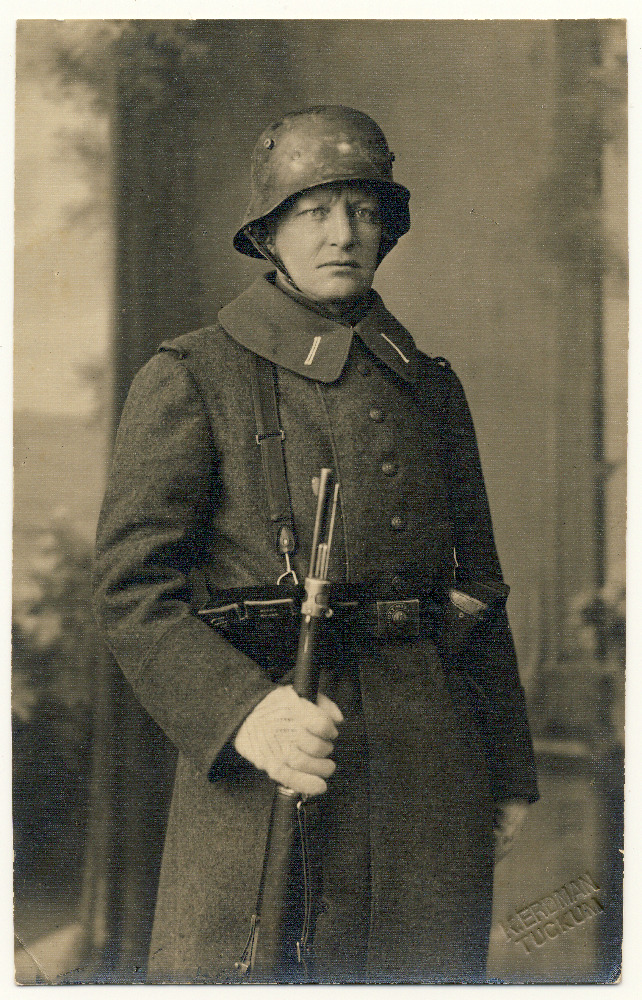
발트 향토방위군의 에스토니아인 병사

발트 향토방위군은 발트 귀족들에 의해 성립된 라트비아 괴뢰정부의 군대 명칭이다. 1918년 브레스트-리토프스크 조약의 결과 발트 3국이 러시아 제국에서 독립하게 되자 이 지역에 살던 독일계 발트 귀족들은 독일과 합병되기 위해 발트 향토방위군을 운용하며 준동했지만 성공하지 못했고 발트 향토방위군은 1919년 해체되었다.

## 같이 보기
- 국민군

## 참고 자료
- Rothenburg, G. E. (1976). 《The Army of Francis Joseph》. West Lafayette: Purdue University Press. ISBN 978-0-91119-841-6.
- 본 문서에는 현재 퍼블릭 도메인에 속한 브리태니커 백과사전 제11판의 내용을 기초로 작성된 내용이 포함되어 있습니다.